# Justo Gil Pardo
Justo Gil Pardo, né le 18 octobre 1910 à Lúquin en Navarre et mort le 28 novembre 1936 à Paracuellos de Jarama, est un diacre membre de la congrégation des oblats de Marie-Immaculée qui fut martyrisé au début de la guerre d'Espagne. Il a été béatifié à Madrid en 2011 avec d'autres confrères.

## Biographie
Justo (Juste en français) Gil Pardo naît dans une famille nombreuse et pieuse d'un gros village de  Navarre. Un de ses frères sera bénédictin. Il étudie d'abord chez les filles de la Charité, et assiste dès l'enfance à la messe en semaine et il est enfant de chœur. Il a une grande dévotion pour l'Eucharistie à laquelle il est fidèle toute sa vie. Ressentant la vocation missionnaire, il entre au juniorat des oblats de Marie-Immaculée situé à Urnieta au Pays basque. Il fait ensuite son noviciat à Las Arenas près de Bilbao. Il étudie la philosophie et la théologie à Pozuelo près de Madrid, maison ouverte par les oblats en 1929. Il est ordonné diacre le 6 juin 1936, dans l'attente de l'ordination sacerdotale l'année suivante.
Le 20 juillet 1936, la chapelle de la gare de Pozuelo et l'église paroissiale sont incendiées. Le 22 juillet 1936, il est arrêté avec toute sa communauté de Pozuelo (au nombre de 38). Deux jours plus tard, il est conduit à la direction générale de la sécurité et finalement libéré le jour suivant. La communauté étant mise hors la loi, il mène une vie clandestine, passe neuf jours chez un de ses frères et son épouse à Madrid, puis deux mois et demi dans une pension, avant d'être arrêté le 15 octobre 1936. Il est incarcéré à la prison de Modelo, où il retrouve ses frères oblats. Un mois plus tard, il est transféré dans un autre lieu d'internement.
Dans la nuit du 27 au 28 novembre 1936, il est extrait de sa cellule avec certains de ses frères pour être fusillé à Paracuellos de Jarama. Il avait offert sa vie à Dieu et pardonné à ses bourreaux. Il fait partie des 6 832 ecclésiastiques exécutés pendant cette période.
Il est béatifié le 17 décembre 2011 à la cathédrale de Madrid avec 21 confrères oblats.